# پانت ایثار
پانت ایثار (به انگلیسی: Puneet Issar) (زاده ۱۲ سپتامبر ۱۹۵۸) بازیگر و کارگردان هندی است.
از فیلم‌هایی که وی در آن نقش داشته‌است می‌توان به آماده اشاره کرد.

## فیلم‌شناسی
فهرست برخی از فیلم‌هایی که پانت ایثار در آن‌ها به ایفای نقش پرداخته‌است:
- آماده
- ناجی
- دختری از ماه
- سوریاوانشی
- عشق بی‌وفا
- تو مرا دیوانه کردی
- آشانت
- تیجا
- جنگجویان
- مرد خائن
- باربر
- دیوانه روانی عاشق
- پسر سردار
- زیبارویان فرار کنید
- سلاح
- جانباز
- نگهبان وطن
- دستبند
- تقوا
- همه ما دزد هستیم
- طوفان گناه
- شهزاده
- زلزله
- گرانبها
- ایسمارت شانکار
- ناراسیمهودو
- آریان
- رعد سرکش
- جایشبهای جوردار
- جمعیت
- من عاشقی کرده‌ام
- فرشته سرنوشت
- یوزپلنگ
- زورگویی